# Голопристанський акацієвий ліс
Голопристанський акацієвий ліс — заповідне урочище місцевого значення. Об'єкт розташований на території Голої Пристані Херсонської області, зелена зона м. Гола Пристань, квартал 2 виділ 24, квартал 4 виділ 15.
Площа — 42 га, статус отриманий у 1983 році.